# Йожеф Крочко
Йожеф Крочко (угор. József Krocskó; нар. 20 квітня 1968) — колишній угорський тенісист.
Найвищу одиночну позицію світового рейтингу — 129 місце досяг 23 червня 1997, парну — 390 місце — 28 вересня 1987 року.
Найвищим досягненням на турнірах Великого шолома було 2 коло в одиночному розряді.

## Фінали ATP Челленджер і ITF Ф'ючерс

### Одиночний розряд: 3 (0–3)
| Легенда              |
| -------------------- |
| ATP Челленджер (0–3) |
| ITF Ф'ючерс (0–0)    |

| Фінали за покриттям |
| ------------------- |
| Тверде (0–0)        |
| Ґрунт (0–3)         |
| Трава (0–0)         |
| Килим (0–0)         |

| Результат | В-П | Дата     | Турнір                       | Рівень     | Покриття | Суперник            | Рахунок       |
| --------- | --- | -------- | ---------------------------- | ---------- | -------- | ------------------- | ------------- |
| Поразка   | 0–1 | Вер 1995 | Будапешт, Угорщина           | Челленджер | Ґрунт    | Карлос Моя          | 2–6, 7–6, 4–6 |
| Поразка   | 0–2 | Чер 1996 | Брауншвейг, Німеччина        | Челленджер | Ґрунт    | Альберто Берасатегі | 2–6, 2–6      |
| Поразка   | 0–3 | Вер 1996 | Скоп'є, Республіка Македонія | Челленджер | Ґрунт    | Ларс Єнссон         | 3–6, 1–6      |

## Кубок Девіса

### Участі: (9–11)
| Участь у матчах груп |
| -------------------- |
| Світова група (1–3)  |
| Плей-оф СГ (5–3)     |
| Група I (3–5)        |
| Група II (0–0)       |
| Група III (0–0)      |
| Група IV (0–0)       |

| Матчів за покриттям |
| ------------------- |
| Тверде (1–1)        |
| Ґрунт (6–2)         |
| Трава (0–0)         |
| Килим (2–8)         |

| Матчів за розрядом      |
| ----------------------- |
| Одиночний розряд (9–11) |
| Парний розряд (0–0)     |

- ▲ ▼ позначає результат матчу на Кубок Девіса, після чого вказано дату, місце проведення і тип покриття тенісного корту.

| Rubber outcome                                                                                                 | Ранг                                                                                                 | Rubber                                                                                               | Тип матчу (партнер, якщо є)                                                                          | Країна-суперниця                                                                                     | Гравець(вці)-суперник(и)                                                                             | Рахунок                                                                                              |
| ▲4–1; 26–28 березня 1993; Vasas Sport Club, Будапешт, Угорщина; 1 коло зони Європа/Африка; Килим (з)           | ▲4–1; 26–28 березня 1993; Vasas Sport Club, Будапешт, Угорщина; 1 коло зони Європа/Африка; Килим (з) | ▲4–1; 26–28 березня 1993; Vasas Sport Club, Будапешт, Угорщина; 1 коло зони Європа/Африка; Килим (з) | ▲4–1; 26–28 березня 1993; Vasas Sport Club, Будапешт, Угорщина; 1 коло зони Європа/Африка; Килим (з) | ▲4–1; 26–28 березня 1993; Vasas Sport Club, Будапешт, Угорщина; 1 коло зони Європа/Африка; Килим (з) | ▲4–1; 26–28 березня 1993; Vasas Sport Club, Будапешт, Угорщина; 1 коло зони Європа/Африка; Килим (з) | ▲4–1; 26–28 березня 1993; Vasas Sport Club, Будапешт, Угорщина; 1 коло зони Європа/Африка; Килим (з) |
| --- | --- | --- | --- | --- | --- | --- |
| Поразка | 1 | II                                                                                                   | Одиночний розряд                                                                                     | Фінляндія                                                                                            | Оллі Ранасто                                                                                         | 6–1, 4–6, 5–7, 3–6                                                                                   |
| Перемога | 2 | V | Одиночний розряд                                                                                     | Фінляндія                                                                                            | Туомас Кетола                                                                                        | 6–3, 6–2                                                                                             |
| ▲3–2; 30 квітня – 2 травня 1993; Újpesti Torna Egylet, Будапешт, Угорщина; 2-ге коло зони Європа/Африка; ґрунт | | | | | | |
| Перемога | 3 | I | Одиночний розряд                                                                                     | Велика Британія                                                                                      | Кріс Вілкінсон                                                                                       | 6–4, 6–2, 7–5                                                                                        |
| Перемога | 4 | IV                                                                                                   | Одиночний розряд                                                                                     | Велика Британія                                                                                      | Джеремі Бейтс                                                                                        | 6–4, 7–5, 3–6, 7–6(7–4)                                                                              |
| ▲4–1; 24–26 вересня 1993; Újpesti Torna Egylet, Будапешт, Угорщина; плей-оф Світової групи; ґрунт              | | | | | | |
| Перемога | 5 | II                                                                                                   | Одиночний розряд                                                                                     | Аргентина                                                                                            | Альберто Манчіні                                                                                     | 7–6(7–4), 6–3, 6–2                                                                                   |
| Перемога | 6 | IV                                                                                                   | Одиночний розряд                                                                                     | Аргентина                                                                                            | Хав'єр Франа                                                                                         | 6–2, 6–4, 4–6, 6–3                                                                                   |
| ▼1–4; 25–27 березня 1994; Palais des Sports, Безансон, Франція; 1 коло Світової групи; Тверде (з)              | | | | | | |
| Перемога | 7 | II                                                                                                   | Одиночний розряд                                                                                     | Франція                                                                                              | Анрі Леконт                                                                                          | 6–4, 7–6(7–4), 6–3                                                                                   |
| Поразка | 8 | IV                                                                                                   | Одиночний розряд                                                                                     | Франція                                                                                              | Арно Боеч                                                                                            | 3–6, 3–6, 1–6                                                                                        |
| ▼1–4; 23–25 вересня 1994; Római Tennis Academy, Будапешт, Угорщина; плей-оф Світової групи; ґрунт              | | | | | | |
| Поразка | 9 | I | Одиночний розряд                                                                                     | Італія                                                                                               | Андреа Гауденці                                                                                      | 2–6, 6–4, 3–6, 3–6                                                                                   |
| Перемога | 10                                                                                                   | V | Одиночний розряд                                                                                     | Італія                                                                                               | Ренцо Фурлан                                                                                         | 2–6, 7–5, 6–1                                                                                        |